# زمین‌لرزه ۱۳۶۷ افغانستان
زمین‌لرزه افغانستان  در تاریخ ۴ فوریه ۱۹۹۸ میلادی، برابر با ‎۱۵ بهمن ۱۳۷۶، ساعت ۱۴:۳۳:۲۱ به زمان یوتی‌سی در افغانستان رخ داد. ژرفای این زلزله ۳۱٫۳ کیلومتر بود، و بزرگی آن ۵٫۹ در مقیاس Mw اعلام شده‌است. زمین‌لرزه به وقت محلی در روز چهارشنبه، ساعت ۱۸٫۵ روی داده و منطقه زمانی آن یوتی‌سی +۴٫۵ بوده‌است .
سازمان زمین‌شناسی آمریکا نیز رومرکز این زمین‌لرزه را در مختصات ۳۷°۰۴′۳۰″شمالی ۷۰°۰۵′۲۰″شرقی / ۳۷٫۰۷۵°شمالی ۷۰٫۰۸۹°شرقی و ژرفای آن را در ۳۳ کیلومتر گزارش کرده‌است. بزرگی برگزیدهٔ این سازمان از میان بزرگی‌های محاسبه‌شدهٔ مختلف ۵٫۹ در مقیاس Mw بوده و از دید اثر، در میان چهار دسته‌بندی «نامحسوس»، «محسوس»، «زیان‌آور» یا «با تلفات»، زلزله را «با تلفات» اعلام کرده‌است.۸۰۹۴ ساختمان در زمین‌لرزه خراب شده‌است. رانش زمین در آن به وجود آمده‌است.
پروژهٔ «تنسور گشتاور مرکزوار» زاویه‌های (راستا، شیب، ریک) گسل سازندهٔ زمین‌لرزه و صفحه عمود بر آن را (°۲۱۱، °۷۶، °۲-) یا (°۳۰۱، °۸۸، °۱۶۶-) و نوع گسل را «امتدادلغز» فرارسانده‌است.
شمار کشتگان زلزله حدود ۲۳۲۳ نفر بوده‌است.تعداد زخمیان ۸۱۸ نفر برآورده شده‌است.